# Поручі (обладунок)

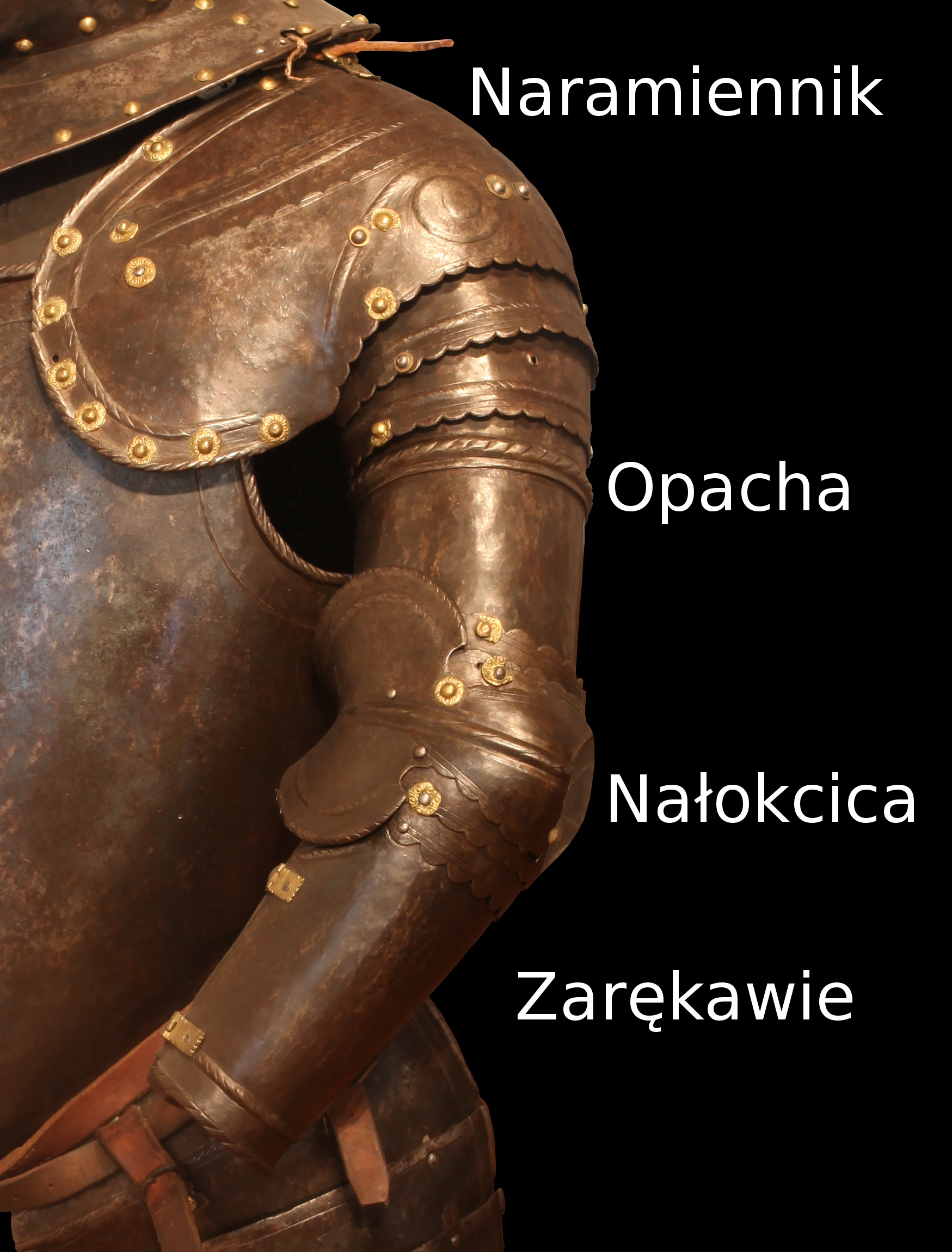
Поручі

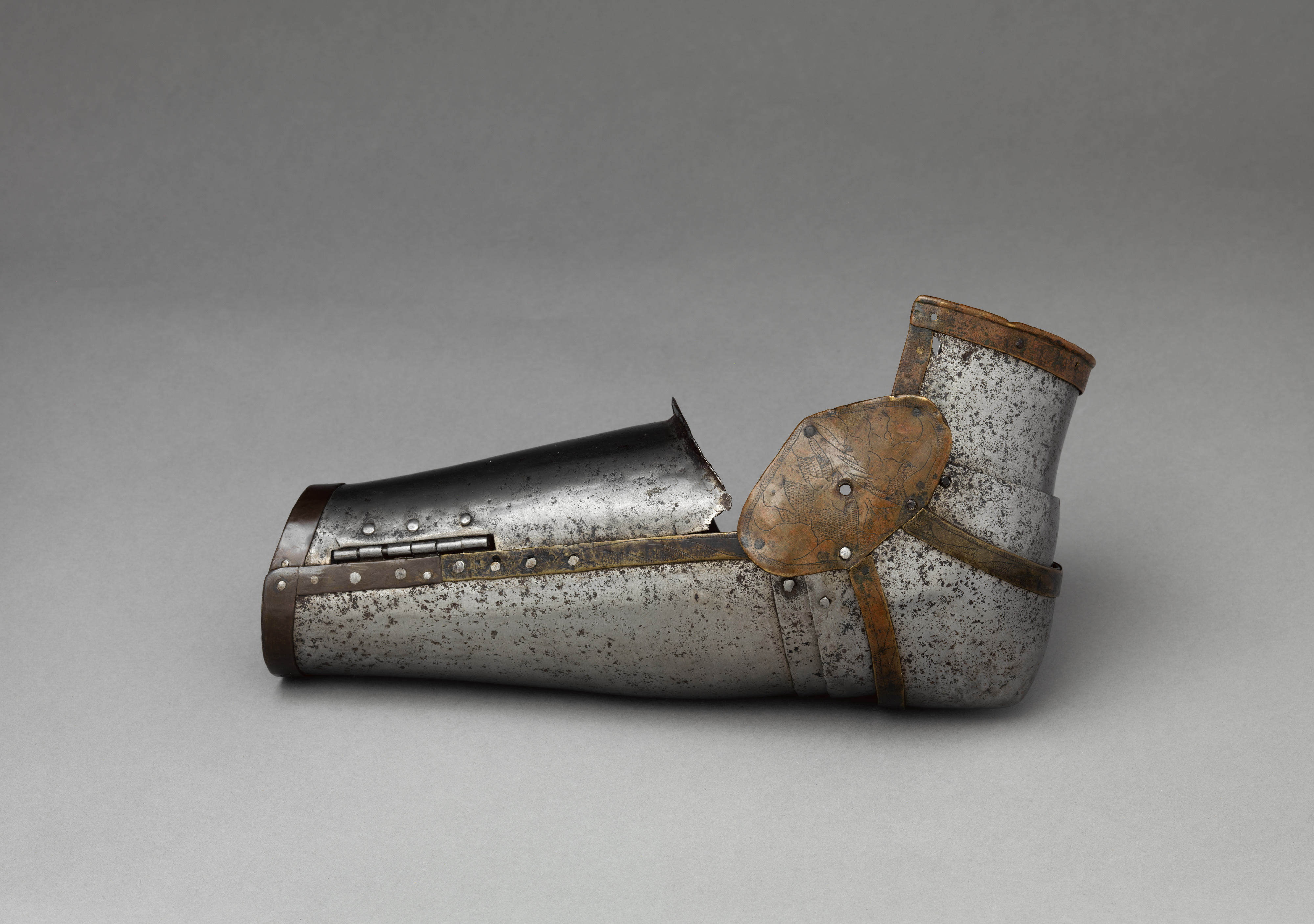
Поручі (у вузькому значенні) з налокітником на ліву руку — елемент обладунку італійського лицаря. Бл. 1380—1400 рр. Сталь, мідний сплав. Музей мистецтва Метрополітен.

По́ручі або нарукавники, на́ручні — елемент захисного обладунку, який слугує для захисту рук. У вужчому значенні — частина обладунку, що закриває передпліччя (від ліктя до кисті). Може бути як самостійним елементом захисного спорядження, так і частиною пластинчастого обладунку — у такому випадку вони споряджалися налокітниками. Поручі робили переважно з металу, але існували й шкіряні: як основа для кріплення металевих смуг (див. шинний захист кінцівок).

## Опис
Складові поручів у європейському обладунку:
- наплічник, нараменник[3] (англ. spaulder, пол. naramiennik) — частина обладунку, що захищає плече (плечовий суглоб).
- наплічник, опаха (англ. rerebrace, upper cannon, пол. opacha)— частина обладунку, що захищає верхню частину руки (плече).
- налокітник, локітник[4] (англ. couter, пол. nałokcica)— частина обладунку, що захищає лікоть.
- поручі, на́ручні, нару́ччя, карваш (англ. vambrace, пол. zarękawie, karwasz) — частина обладунку, що захищає передпліччя.